# Gajiu
Gajiu was een Tibetaanse boeddhistische tempel in de buurt van de oude Tibetaanse stad Tsetang in de huidige Chinese provincie TAR, op 183 km ten zuidoosten van Lhasa.
De tempel lag aan de voet van de berg Gongbori op een hoogte van 3400 meter en wordt ook wel de bakermat van de Tibetaanse civilisatie genoemd. Het werd in 779 gesticht door koning Trisong Detsen.